# Église Saint-Aré de Decize
L'église Saint-Aré est une église catholique située à Decize, en France. Son chœur et sa crypte datant du 11e et 12e sont classées aux Monuments historiques, le reste de l’église datant du  15e et  19e sont eux inscrits.

## Localisation
L'église est située dans le centre ancien de Decize, entre la Loire et la Vieille Loire, dans le sud du département français de la Nièvre.

## Historique
L'église est dédiée à saint Aré, qui fut évêque de Nevers de 548 à 558. La légende raconte qu'il voulut qu'à sa mort on le place dans une barque sur la Loire et qu'on l'enterre à l'endroit où la barque s'arrêterait. L'histoire raconte que la barque a remonté le fleuve et s'est échouée à Decize où il fut enterré.

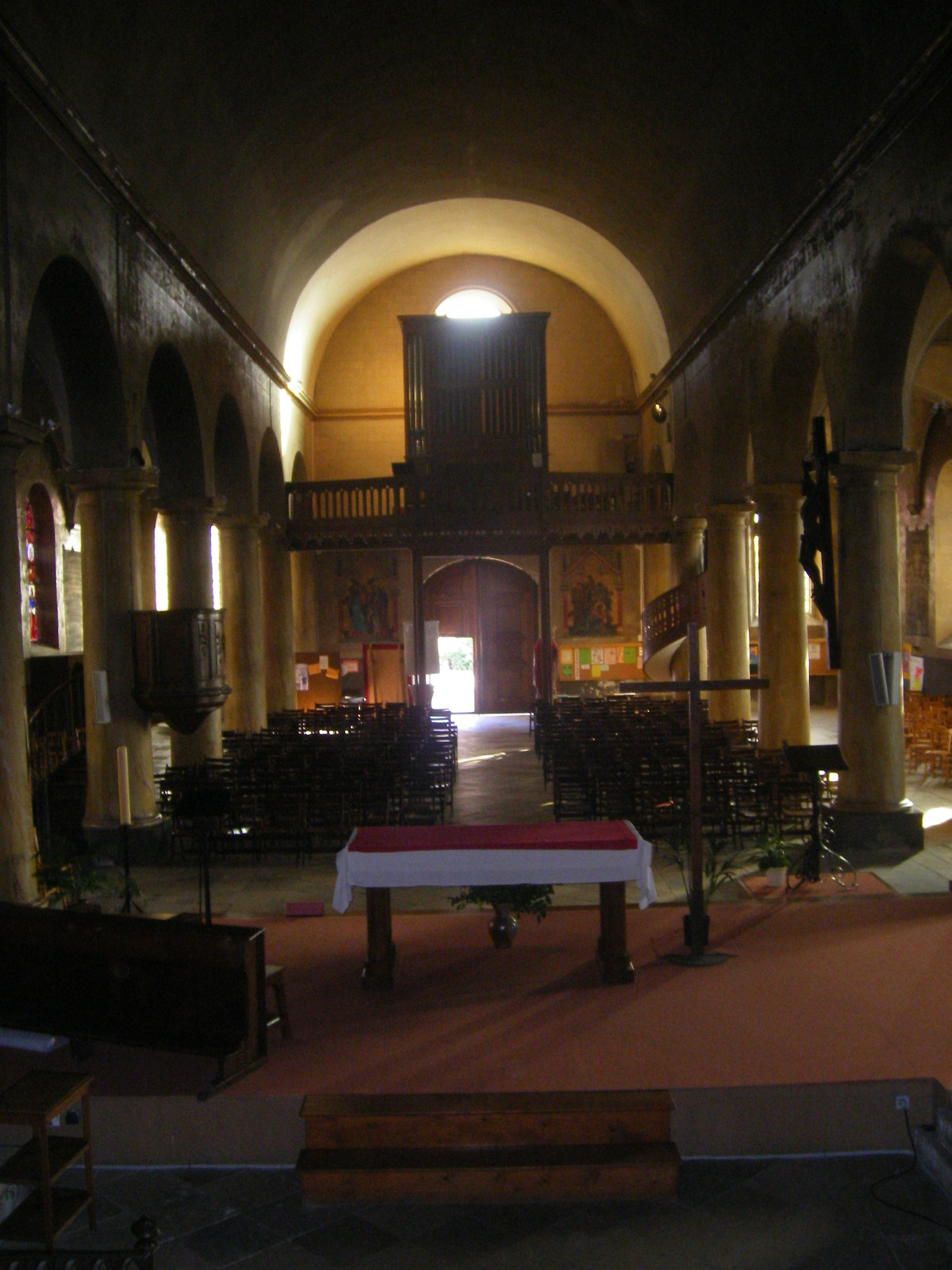
Intérieur de l'église.

La crypte actuelle de l'église fut construite autour d'une grotte et peut-être d'un ancien temple gallo-romain. Une statue de la Vierge, dite Notre-Dame de sous-terre, y fut longtemps vénérée pour ses miracles. L'église a été bâtie au 11e et 12e siècle dont il ne reste aujourd'hui que le chœur et les absides. L'église a ensuite plusieurs profondément modifiée, au 15e puis au 19e siècle. En 1842, les murs du château qui la surplombaient se sont effondrés, provoquant la destruction de la nef, d'une partie du transept et de plusieurs chapelles latérales.
Le chœur et crypte ont été classés au titre des monuments historiques dans la liste de 1875 et le reste de l'église a été inscrit aux Monuments historiques le 18 janvier 1991.
Le dimanche 27 décembre 2020, un conducteur âgé de 84 ans qui venait assister à la messe effectua une fausse manœuvre sur le parking devant l'entrée de l'église et sa voiture pénétra violemment dans l'édifice juste avant une messe, détruisant le portail et un des piliers de bois soutenant le balcon et l'orgue, et blessant 3 personnes.

## Objets remarquables
L'église abrite plusieurs objets remarquables, classés ou inscrits aux Monuments historiques à titre d'objets dont (liste non exhaustive) :
Situés dans la crypte :
- Une statuette de pierre décapitée du 16e siècle et portant des armoiries[4]
- Une statue en pierre de la Vierge à l'enfant du 15e siècle[5]
- Un retable en pierre sculpté du 16e siècle de 80 cm de haut pour 150 cm de large, représentant 5 saynètes sur fond de paysage ou d'architecture, séparées par des pilastres et surmontées d'arcature de style Renaissance[6]. À chaque extrémité du retable, sont sculptés le donateur et la donatrice à genoux[6]. Y figure aussi quelques écussons avec armoiries. Bien que restauré en 1974, le retable est en deux morceaux et l'une des scènes est presque intégralement manquante[6].
- Statue en bois de saint Paul du 18e siècle d'environ 1 mètre de hauteur[7]
- Plaque funéraire en pierre  gravée et sculptée du 17e siècle, haute de 1,40 m et large de 80 cm, de « Jacques Salonnier, sieur de Lagarde, conseiller du roi et receveur du grenier à sel de Decize »[6]. L'épitaphe porte fondation de messes par lui et sa femme[6].
- Une autre statue de Vierge à l'enfant dont les visages sont abimés[8]
- Statue de pierre d'un moine chartreux dont il manque un bras[9]
- Bas-relief en pierre du 16e siècle représentant le Christ au jardin des oliviers[10]
- Groupe en bois sculpté représentant l'éducation de la Vierge par sainte Anne[11]

Situés dans l'église :

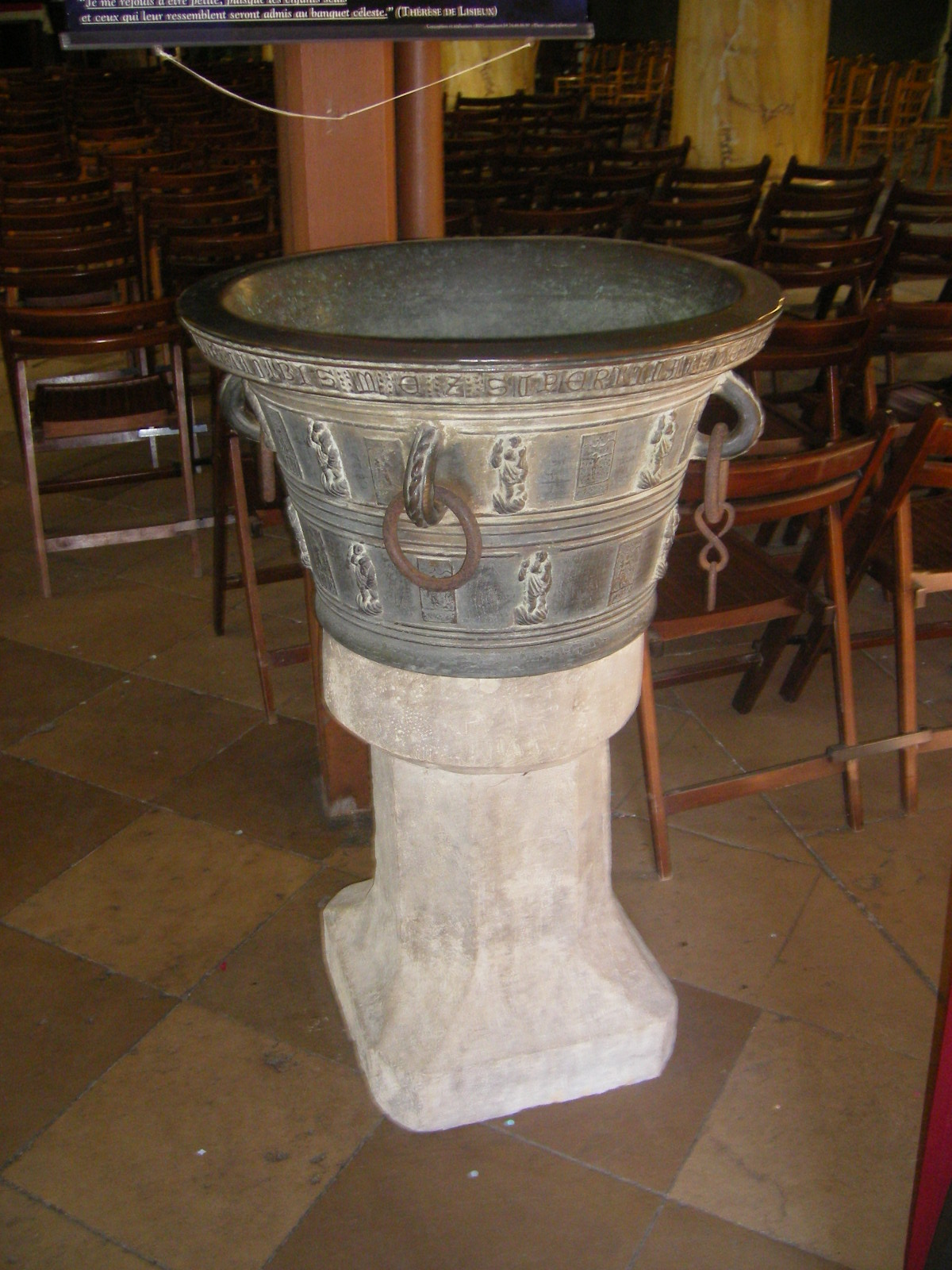
Un des bénitiers en bronze.

- 2 bénitiers sculptés en bronze[12] de 70 cm de diamètre en forme de vasque munis chacun de quatre anses. Le rebord est orné d'un bandeau avec inscription en saillie et au-dessous, dans des médaillons rectangulaires, des personnages en bas relief alternent avec de petites scènes finement gravées[12] ,
- 18 stalles en bois taillé du 19e[13]
- Une peinture sur toile, L'Institution du rosaire, du 18e[14]
- Les deux vantaux en bois du portail latéral, composés de panneaux à serviettes, séparés par des colonnettes[15].